# Thomas Dossevi
Thomas Folivi Dossevi (Chambray-lès-Tours, 1979. március 6.  – ) togói válogatott labdarúgó. 

## Pályafutása

### Klubcsapatokban
Chambray-lès-Toursban született, Franciaországban. Pályafutásának korai éveiben az ASOA Valence, a Châteauroux és a Stade Reims csapatában játszott. 2005 és 2007 között a Valenciennes játékosa volt. 2007-től 2010-ig a Nantes együttesét erősítette. A 2010–11-es szezont Angliában a Swindon Townnál töltötte. 2012-ben Thaiföldre szerződött a Chonburihez. 2013 és 2014 között a Valenciennes B csapatában szerepelt. 2015–16-ban a Dunkerque volt az utolsó csapata.

### A válogatottban
2002 és 2012 között 29 alkalommal szerepelt a togói válogatottban és 2 gólt szerzett. Részt vett a 2006-os világbajnokságon, ahol Svájc ellen kezdőként, míg Franciaország ellen csereként lépett pályára. A Dél-Korea elleni csoportmérkőzésen nem kapott lehetőséget.
Részt vett a 2002-es afrikai nemzetek kupáján is és tagja volt a 2010-es afrikai nemzetek kupájára nevezett keretnek is, de a válogatottat ért fegyveres támadás miatt nem vettek részt a tornán.